# Струково (Псковский район)
Струково — деревня в Псковском районе Псковской области России. Входит в состав Писковичской волости.
Деревня расположена на берегу реки Абижа, в 10 км к северо-западу от центра города Пскова и в 4 км от побережья Псковского озера.

## Население
| 2001 | 2002 | 2010 | 2012 |
| ---- | ---- | ---- | ---- |
| 31   | ↘28  | ↘27  | ↘24  |